# 109P/Swift-Tuttle
109P/Swift-Tuttle ist ein kurzperiodischer Komet, der am 16. Juli 1862 von Lewis A. Swift und am 19. Juli 1862 von Horace Parnell Tuttle unabhängig voneinander entdeckt wurde.
Im Laufe der Jahrhunderte haben sich viele Teilchen des Kometenkerns entlang seiner Bahn verteilt und verursachen den bekannten Meteorstrom der Perseiden, dessen Sternschnuppen alljährlich Mitte August zu beobachten sind.

## Umlaufbahn
Der Komet läuft in rund 133 Jahren auf einer elliptischen Umlaufbahn zwischen 0,96 (Perihel) und 51,23 AE (Aphel) um die Sonne, die Bahnexzentrizität beträgt 0,963. Die Bahn ist rund 67° gegen die Ekliptik geneigt, da sich der Komet aber retrograd (rückläufig) um die Sonne bewegt, wird seine Bahnneigung mit 113° angegeben. Seine Perihelgeschwindigkeit beträgt 42,6 km/s, im Aphel bewegt sich der Komet dagegen nur mit etwa 0,80 km/s.
Er wird zu den erdnahen Objekten (NEO) gezählt, da seine Umlaufbahn derjenigen der Erde bis auf etwa 133.500 km nahe kommt.

## Geschichte
Bei seiner Wiederkehr im Jahr 1862 näherte sich der Komet bis auf 51,1 Mio. km (0,34 AE) der Erde. Er erreichte eine scheinbare Helligkeit von bis zu 2 mag und sein Schweif eine Länge von bis zu 30°.
Eine Bahnbestimmung aus den Beobachtungen von 1862 ergab eine Umlaufzeit von 120 Jahren, sodass die Wiederkehr des Kometen zunächst für das Jahr 1981 erwartet wurde. Der Komet konnte aber nicht aufgefunden werden. Unter der Annahme, dass der Komet Kegler von 1737 (C/1737 N1 alias 1737 II) eine frühere Erscheinung von Swift-Tuttle war, sagte der US-Astronom Brian Marsden seine Wiederkehr für 1992 voraus. Tatsächlich konnte Swift-Tuttle am 26. September 1992 von dem japanischen Amateurastronomen Tsuruhiko Kiuchi wieder aufgefunden werden. Da der Komet bei dieser Wiederkehr der Erde nie näher als etwa 174,3 Mio. km (1,17 AE) kam, erreichte er nur eine maximale scheinbare Helligkeit von 5 mag.
Der Komet Swift-Tuttle kann der Erde aber auch sehr nahe kommen, selbst eine Kollision mit der Erde kann über längere Zeiträume hinweg nicht ausgeschlossen werden. Bei der nächsten, für das Jahr 2126 erwarteten Wiederkehr des Kometen besteht aber keine Gefahr, da sich der Komet dann nicht näher als etwa 22,9 Mio. km (0,15 AE) annähern wird.
Auch die von chinesischen Astronomen beschriebenen großen Kometen der Jahre 69 v. Chr. und 188 n. Chr. konnten als Erscheinungen des Kometen Swift-Tuttle erklärt werden.

## Mutterkörper der Perseiden
Im Jahr 1866 erkannte der italienische Astronom Giovanni Schiaparelli, dass sich die Umlaufbahn des Kometen Swift-Tuttle und die für die Meteoroiden im Meteorstrom der Perseiden abgeleiteten Bahnen gleichen. Damit konnte erstmals ein Mutterkörper eines Meteorstroms identifiziert werden: Der Komet verliert bei jedem Umlauf Materie. Jedes Jahr, wenn die Erde um den 12. August herum die Bahn des Kometen Swift-Tuttle kreuzt, gelangen Kometenpartikel mit hoher Geschwindigkeit in die Erdatmosphäre und leuchten als Meteore auf.